# Kreis Waidhofen an der Thaya
Der Kreis Waidhofen an der Thaya war von 1938 bis 1945 eine Gebietskörperschaft im Großdeutschen Reich. Der Verwaltungssitz war Waidhofen an der Thaya.

## Geschichte
Der Kreis entstand aus dem österreichischen Bezirk Waidhofen an der Thaya. 1938 wurde der nach dem Münchner Abkommen vom südmährischen Bezirk Datschitz abgetrennte Gerichtsbezirk Zlabings sowie vom Gerichtsbezirk Jamnitz die Gemeinden Ranzern, Tiefenbach und Zoppanz dem Bezirk Waidhofen an der Thaya zugeschlagen, der die Bezeichnung Kreis erhielt. Er gehörte mit 127 Gemeinden zum Reichsgau Niederdonau.
Gliederung (Stand 1. Jänner 1945)
- 4 Städte, davon 1 im sudetendeutschen Gebiet
- 123 übrige Gemeinden, davon 34 im sudetendeutschen Gebiet
  - davon 12 Märkte, davon 1 im sudetendeutschen Gebiet

## Landräte
1938–1945: Schlesinger

## Städte und Gemeinden
Stand 1. Juli 1941
- Alt Hart, Markt (Staré Hobzí)
- Böhmisch Rudoletz (Český Rudolec)
- Dantschowitz (Dančovice)
- Döschen (Dešná u Dačic)
- Frauendorf (Panenská)
- Holleschitz (Holešice)
- Hostes (Hostkovice)
- Kalkwiesen (Chvalkovice)
- Laskes (Vlastkovec)
- Lidhersch (Lidéřovice)
- Lipolz (Lipolec)
- Lospitz (Lovčovice)
- Maires (Maříž)
- Margarethen (Marketa)
- Mittelfeld (Slavětín)
- Modes (Matějovec)
- Mudlau (Modletice)
- Mutten (Mutná)
- Muttischen (Mutišov)
- Neustift (Nové Sady)
- Petschen (Peč)
- Piesling (Písečné u Slavonic)
- Plospitz (Plačovice)
- Qualitzen (Chvaletín)
- Ranzern (Rancířov)
- Sitzgras (Cizkrajov)
- Stallek (Stálkov)
- Stoitzen (Stoječín)
- Tiefenbach (Südmähren) (Hluboká)
- Unter Radisch (Radíkov) (ohne den Ortsteil Neuwelt (Nový Svět))
- Urbantsch (Urbaneč)
- Urwitz (Vnorovice)
- Wenzelsdorf (Václavov)
- Wispitz (Bělčovice)
- Wölking (Dolní Bolíkov)
- Zlabings, Stadt (Slavonice)
- Zoppanz (Županovice)